# Anu Noorma

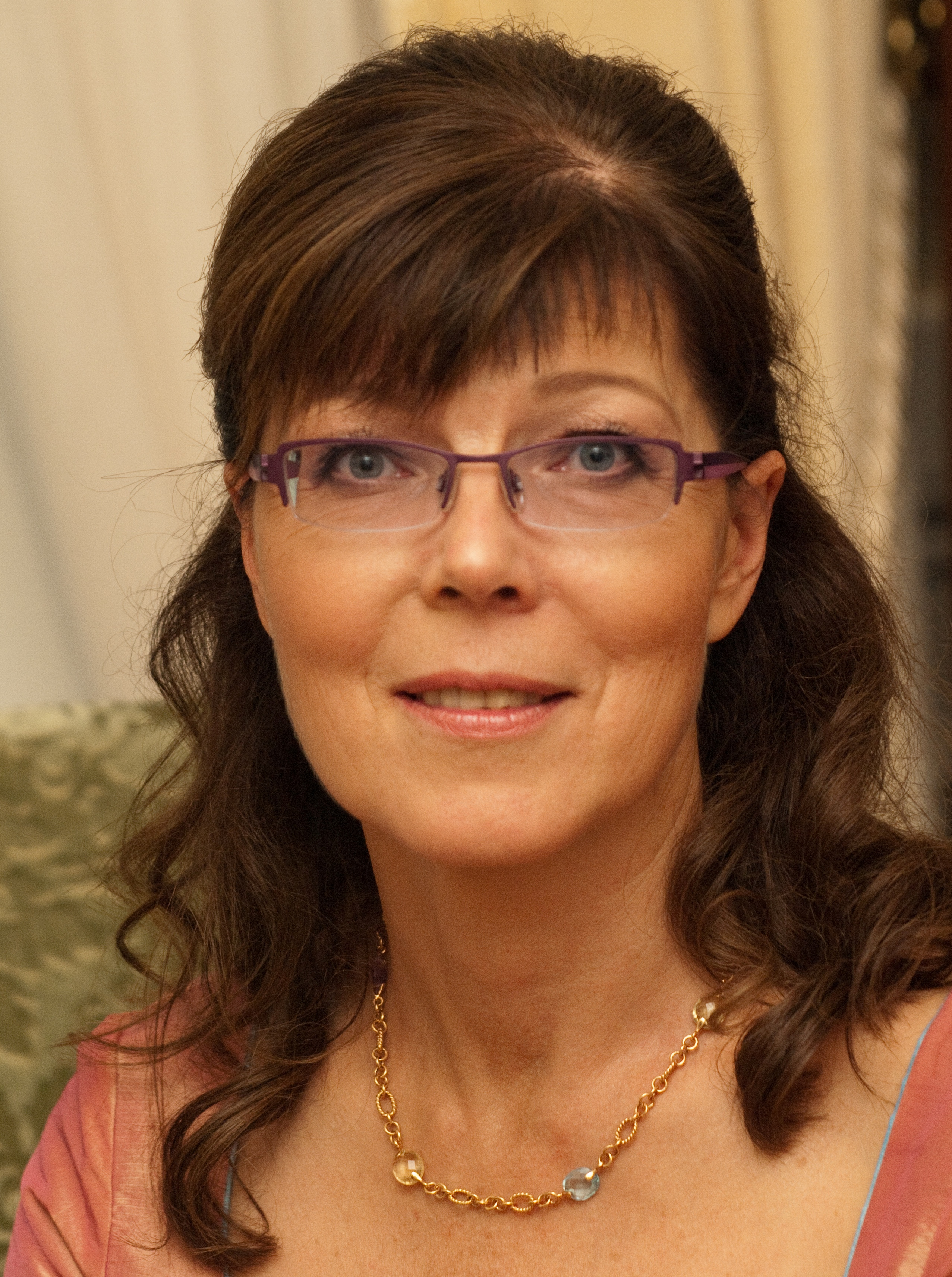
Anu Noorma

Anu Noorma (* 1. September 1961; bis April 2020 Anu Reinart) ist eine estnische Physikerin und Professorin für angewandte Fernerkundung an der Universität Tartu. Zwischen 2010 und 2020 war sie zudem Direktorin der Tartuer Observatorium. Derzeit ist sie auch Generaldirektorin des Estnischen Forschungsrats (estnisch Eesti Teadusagentuur). Ihr Hauptforschungsgebiet sind Anwendungen des Remote Sensing in Seen und Meeren.

## Werdegang
Noorma studierte von 1979 bis 1984 Physik an der Universität Tartu mit den Schwerpunkten Optik und Spektroskopie. Nach einer vierjährigen Phase als Physiklehrerin arbeitete sie von 1988 bis 1990 in der Limnologischen Station am Võrtsjärv sowie von 1990 bis 1993 als Forscherin im Labor für angewandte Optik der Uni Tartu. 1993 wechselte sie zum Estnischen Meeresinstitut und forschte auf dem Gebiet der Meeresoptik. Parallel erwarb sie einen Master of Science in Umweltphysik und promovierte anschließend zur Charakterisierung der Unterwasserlichtfelder in verschiedenen estnischen und finnischen Seen. Nach einem Aufenthalt an der Universität Uppsala arbeitete sie ab 2004 als wissenschaftliche Mitarbeiterin am Observatorium Tartu, deren Direktorin sie 2010 wurde. Seit 2019 besetzt sie eine Professur für angewandte Fernerkundung.
Neben der Tartu-Medaille wurde ihr der Orden des weißen Sterns (IV. Klasse) zuerkannt. Sie ist seit 2004 Mitglied des Tartuer Rotary-Clubs und war von 2011 bis 2012 deren Präsidentin.

## Veröffentlichungen (Auswahl)
- Anu Reinart, Helgi Arst, A. Blanco-Sequeiros, Antti Herlevi: Relation between underwater irradiance and quantum irradiance in dependence on water transparency at different depths in the water bodies. In: Journal of Geophysical Research. Band 103, C4, 15. April 1998, S. 7749–7752, doi:10.1029/97JC03645.

- Anu Reinart, Antti Herlevi, Helgi Arst, Liis Sipelgas: Preliminary optical classification of lakes and coastal waters in Estonia and south Finland. In: Journal of Sea Research. Band 49, Nr. 4, Juni 2003, S. 357–366, doi:10.1016/S1385-1101(03)00019-4.

- Anu Reinart, Tiit Kutser: Comparison of different satellite sensors in detecting cyanobacterial bloom events in the Baltic Sea. In: Remote Sensing of Environment. Band 102, Nr. 1–2, 30. Mai 2006, S. 74–85, doi:10.1016/j.rse.2006.02.013.

- Anu Reinart, Markus Reinhold: Mapping surface temperature in large lakes with MODIS data. In: Remote Sensing of Environment. Band 112, Nr. 2, Februar 2008, S. 603–611, doi:10.1016/j.rse.2007.05.015.

- Tiina Nõges, R. Eckmann, Külli Kangur, Peeter Nõges, Anu Reinart, Gulnara Roll, Heikki Simola, Markku Viljanen (Hrsg.): European Large Lakes Ecosystem changes and their ecological and socioeconomic impacts (= Developments in Hydrobiology. Band 199). Springer, 2008, doi:10.1007/978-1-4020-8379-2.